# Kubanska revolucija
Kubanska revolucija je bila državni udar na Kubi, ki je zrušil režim Fulgencia Batiste. Režim je zrušila t. i. »Organizacija 26. julija«. V 50. letih 20. stoletja je nato bila vzpostavljena nova kubanska vlada, pod vodstvom Fidela Castra. Revolucija se je pričela z neuspešnim napadom na vojašnico Moncada, 26. julija 1953, končala pa se je 1. januarja 1959, ko je bil Batista dokončno poražen. Santa Clara in Santiago de Cuba so zasedli uporniki, ki jih je vodil Che Guevara in brat Fidela Castra, Raúl Castro ter Huber Matos. Izraz »kubanska revolucija« je mnogokrat uporabljen tudi kot izraz za socialno revolucijo, po padcu starega režima na Kubi in po uvedbi socializma, po zgledu Marxa.